# ISO 3166-2:SM
ISO 3166-2:SM è uno standard ISO che definisce i codici geografici di San Marino ed è un sottogruppo del codice ISO 3166-2. È stato introdotto il 17 aprile 2007 con la newsletter ISO I-8.
Tali codici sono stati assegnati ai nove castelli e sono formati dalla sigla SM-, seguita un codice numerico a due cifre da 01 a 09.

## Codici

### Castelli
| Codice | Castello            |
| ------ | ------------------- |
| SM-01  | Acquaviva           |
| SM-02  | Chiesanuova         |
| SM-03  | Domagnano           |
| SM-04  | Faetano             |
| SM-05  | Fiorentino          |
| SM-06  | Borgo Maggiore      |
| SM-07  | Città di San Marino |
| SM-08  | Montegiardino       |
| SM-09  | Serravalle          |